# 二風谷

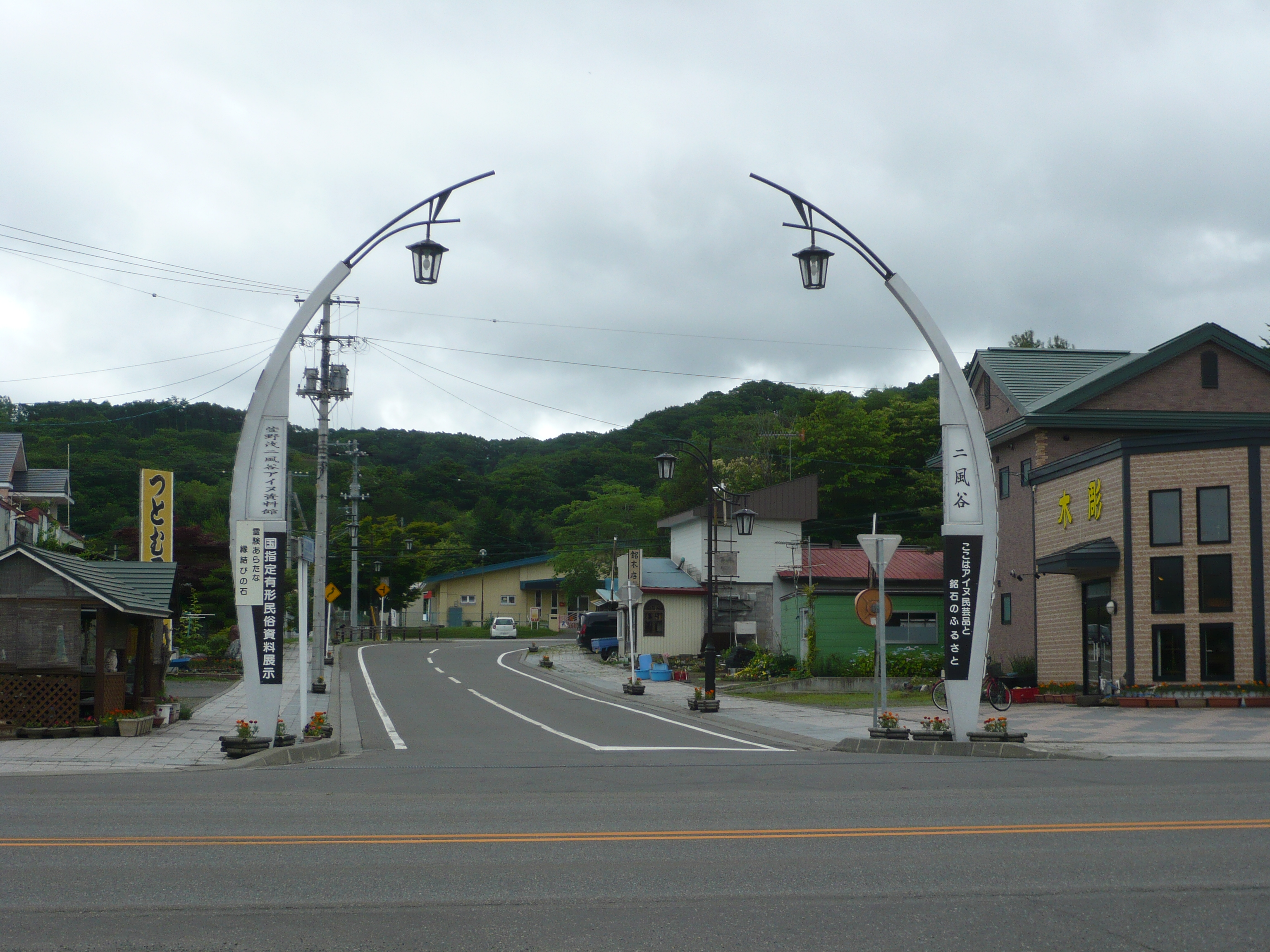
二風谷集落中心部

二風谷（にぶたに）は、北海道（日高振興局管内）沙流郡平取町の字。
2010年10月1日現在の人口は395人である。郵便番号055-0101。

## 地理
平取町役場がある平取市街より国道237号を沙流川沿いに4 km ほどさかのぼった地点にあたる。
人口の過半数をアイヌが占め、北海道内でアイヌの比率が最も高い地域とされる。
萱野茂二風谷アイヌ資料館や、二風谷アイヌ文化博物館があり、アイヌの伝統的な家屋のチセを訪れることが可能である。また、びらとり温泉や二風谷ファミリーランドといった娯楽施設、旧マンロー邸（現：北海道大学文学部二風谷研究室、人類学者でもあるニール・ゴードン・マンローが、1933年より1942年まで、医院を開業し居住していた邸宅）が所在する。

### 河川
- 沙流川 - 二風谷を縦断している。
- 看看川 - 沙流川支流「カンカン川」とも。

## 地名の由来
松浦武四郎の『左留日誌』にも「ニブタニ」の名称で登場する地名であるが、語義ははっきりしない。
一説には下記の松浦『左留日誌』の記述から「ニㇷ゚タイ（nip-ta-i）」（柄を・作った・ところ）からとされている。

## 歴史

### 遺跡
- カンカン2遺跡：1100年ごろより前の遺跡で、縄文時代・続縄文時代・擦文時代の物が出土している
- ピパウシ遺跡：1500年ごろの遺跡
- 二風谷遺跡：1667年の樽前山噴火が起こったころの遺跡
- チャシ
  - ポロモイチャシ：伝承などはないため、沿革は不明[4][信頼性要検証]。古銭や太刀が出土している[4][信頼性要検証]。
  - ユオイチャシ：二風谷24番地に位置する[5][信頼性要検証]。

### 江戸時代
- 1808年（文化5年）、同年の成立とされる『左留場所大概書』（『東夷窃々夜話』所収）に集落の名称として「ニヒタニ」が見え、戸数は11軒とある[6]。
- 1826年（文政9年）、この頃の成立と推定されている高橋景保の蝦夷図には「ニプタニ」とある[7]。
- 1858年（安政8年）、松浦武四郎が、二風谷を訪れ、「ニプタニ」「ピパウシ」「カンカン」のコタン名および合計116人の住民数を、「左留日誌」に記録する[8]。

### 明治
- 1892年（明治25年）、二風谷尋常小学校が開校となる[9]。
- 1897年（明治30年）1月1日、行政組織としての「二風谷村」が発足する[10][信頼性要検証]。

### 大正
- 1920年（大正9年）、第一回の国勢調査にて、二風谷村の人口が311人であった[11][信頼性要検証]。
- 1923年（大正12年）10月1日、「二風谷村」が「平取村」および付近の村と合併し、「平取村」の一部となる。

### 昭和
- 1930年（昭和5年）、ニール・ゴードン・マンローが、二風谷にて、医院を開業する[12]。なお、医院は、1942年まで営業する。
- 1954年（昭和29年）11月1日、「平取村」が「平取町」となり、二風谷も「平取町字二風谷」となる。
- 1972年（昭和47年）、二風谷アイヌ資料館が実現する。
- 1973年（昭和48年）、二風谷ダムが、着工となる。
- 1987年（昭和62年）、二風谷ダムの、強制収用の手続きが行われる。

### 平成
- 1989年（平成元年）8月、アイヌモシリ一万年祭が、平取町で開催される。
- 1993年（平成5年）5月、二風谷ダムの地主の貝澤正と萱野茂が、土地収用委員会相手に行政訴訟を起こす。
- 1994年（平成6年）8月、二風谷の住人の萱野茂が繰上げ当選で参議院議員就任、アイヌ初の国会議員となる。
- 1997年（平成9年）10月、二風谷ダムが竣工する。
- 2008年（平成10年）7月1日 - 4日、「先住民族サミット」アイヌモシリ2008が行われるが、二風谷に会場の一つが実現する[13][14]。

## 施設

### 学校および研究機関
- 北海道大学文学部二風谷研究室（旧マンロー邸）
  - 二風谷54-1[15]
- 平取町立二風谷小学校
  - 二風谷28-1
  - へき地等級は1級[16]。中学校は無く、居住する中学生は平取町立平取中学校まで通うこととなる[17][信頼性要検証]。

### 博物館
- 萱野茂二風谷アイヌ資料館
  - 二風谷79[18]
- 二風谷アイヌ文化博物館
  - 二風谷55[19]
- 沙流川歴史館
  - 二風谷227-2[20]
- 平取町アイヌ文化情報センター
  - 二風谷61-6[21]

### 郵便局
- 平取二風谷簡易郵便局
  - 二風谷74-6

### 娯楽施設
- 二風谷ファミリーランド
  - 管理棟 二風谷92-34[22]
  - 宿泊施設 二風谷94-8[23]

### 宿泊施設
- びらとり温泉ゆから
  - 二風谷92-6[23]
- ゲストハウス二風谷ヤント
  - 二風谷79-3[23]

### 温泉
- びらとり温泉
  - 二風谷94-8

### ダム
- 二風谷ダム

### その他
- 二風谷ファーム - 競走馬を生産する牧場の他、競走馬の調教施設である二風谷軽種馬育成センターがあり、嘗てはトウカイテイオーやサイレンススズカなどの名馬がここで調教されていた。

## 交通手段
- 道南バス『資料館前』『びらとり温泉前』バス停下車。

## 宿泊
民宿が2軒存在する。
また、5月から10月まで、二風谷ファミリーランドで、バンガロー宿泊が可能である。

## 関連人物

### 出身人物
- 貝澤正 - 平取町町議会議員をしていたこともある。二風谷ダム建設反対訴訟の共同原告の一人。
- 萱野茂 - アイヌ人初の国会議員で、1994年8月から1998年7月まで、参議院議員をつとめる。萱野茂二風谷アイヌ資料館を設立する。
- 山道康子 - 山道アイヌ語教室を運営。「アイヌモシリ一万年祭」実行委の中心人物の一人
- 貝澤耕一 - 二風谷ダム建設反対訴訟の共同原告の一人。NPO法人チコロナイ理事長。
- 萱野志朗 - 萱野茂二風谷アイヌ資料館館長を務める。アイヌ民族党の代表。

### ゆかりの人物
- ニール・ゴードン・マンロー - 1863年生まれのスコットランド人医師で、1930年から1942年まで、二風谷にて医院を開業し邸宅を構えていた。